# Tympallopatrum callosum
Tympallopatrum callosum är en skalbaggsart som beskrevs av Perkins 2004. Tympallopatrum callosum ingår i släktet Tympallopatrum och familjen vattenbrynsbaggar. Inga underarter finns listade i Catalogue of Life.